# José Manuel Meca
Pour les articles homonymes, voir Meca.
José Manuel Meca García est un footballeur espagnol né le 19 janvier 1978 à Águilas (Espagne). Il évoluait au poste d'attaquant.

## Biographie
Meca est joueur du Real Madrid de 1995 à 2001,.
Il dispute un match de Ligue des champions contre le Dynamo Kiev lors de la campagne 1999-2000. Le club remporte la compétition et Meca est sacré champion d'Europe.
Meca ne s'impose pas avec le club madrilène, il poursuit une carrière en deuxième et troisième division espagnole,.
Au cours de sa carrière, il dispute un total de dix matchs en première division espagnole, inscrivant un but, 71 matchs en deuxième division, marquant quinze buts, et enfin 313 matchs en troisième division, pour 100 buts marqués. Il réalise sa meilleure performance lors de la saison 2018-2019, où il inscrit 19 buts en championnat.

## Palmarès
Real Madrid
- Ligue des champions (1) :
  - Vainqueur : 1999-2000.